# دافي هوغ
دافي هوغ (بالإنجليزية: Davie Hogg)‏ (23 أغسطس 1946 في المملكة المتحدة - ) هو مدرب كرة قدم ولاعب كرة قدم بريطاني في مركز الهجوم. لعب مع دندي يونايتد ونادي دمبرتون ونادي هيبرنيان وهاميلتون أكاديميكال ونادي ألوا أثليتيك وبيرويك راينجرز.